# Spodoptera albimacula
Spodoptera albimacula är en fjärilsart som beskrevs av Franz Dannehl 1929. Spodoptera albimacula ingår i släktet Spodoptera och familjen nattflyn. Inga underarter finns listade i Catalogue of Life.